# 1178 dans les croisades
Cette page regroupe les évènements concernant les Croisades qui sont survenus en 1178 :
- Octobre : Baudouin fait construire la forteresse du gué de Jacob, point stratégique sur le Jourdain, afin d’arrêter les raids des pillards sarrasins en Galilée (fin en avril 1179)[1]. Confiée aux Templiers, elle sera finalement détruite par Saladin).